# バナナブレッドのプディング
『バナナブレッドのプディング』は、大島弓子による日本の漫画作品。『月刊セブンティーン』（集英社）に1977年11月号から1978年3月号まで連載された。単行本は全1巻（集英社、セブンティーン・コミックス）
。

## 概要
ヒロイン三浦衣良の、ある意味幼い心理と異常行動を通じて、思春期の心の変動を描いた哲学的要素のある名作。大島の別作品、『F式蘭丸』とともに、当時としては珍しい心理セラピーの要素を取り入れた作品でもある。
この作品を「少女の微妙なこころのひだを、ひとつひとつ精緻にえがいている」と萩尾望都は評している。
作者はたまたま夏の暑い日にお菓子作りの本を読み、内容が決まらないまま、タイトルと予告カットを出しただけで、設定のみ考え、一回ずつ続きを描いていっただけだという。第一回目のネームは作者の読み切り作品、『シンジラレネーション』と同時に進められた。第二回目のネームの際にチーズケーキを贈られ、タイトルを呪ったと告白している。親知らずにも悩まされている。第四回のネーム中に「猫にジャングル」というショートショートを描き、これが『綿の国星』の原型になっている。描き始めたころは蜜柑が酸っぱかったが、最終回を描く頃には甘くなっていたという。最終回の原稿を出したのは12月31日で、作者はその後、続けて『ヒーヒズヒム』のネームにとりかかっている。

## あらすじ
三浦衣良は転入先の高校で幼馴染みの御茶屋さえ子と再会する。衣良は両親との関係をうまく築けず、ただひとり信頼している姉の沙良がまもなく結婚することから情緒不安定になっていた。さえ子は衣良の理想の男性が「世間に後ろめたさのある男色家」であることを知り、ことのなりゆきから実際は異性愛者である兄の峠を理想の男性として衣良に紹介することになる。心の平静を取り戻した衣良に安心しつつ沙良は結婚する。
さえ子は峠に事実を告げた上、衣良の両親を説得し、衣良と峠を結婚・同居させることに成功する。衣良が「世間に後ろめたさのある男色家」と表面上結婚することで、峠が「男色家」であることを隠すという役割を衣良に持たせ、彼女に生きがいを持たせようとしたのだった。
しかし、男色家で峠に片思いをしているサッカー部の奥上大地や、奥上と同性愛の関係にある大学教授の新潟健一らを巻き込んで事態は複雑化してゆく。衣良は峠を次第に好きになっていくが、峠が男色家だという設定が嘘だったことを知り、本当に「世間に後ろめたさのある男色家」である教授のために生きようと、教授の家で彼と同居することにするが、彼とうまくやっていくことはできない。
ある夜、とうとう教授をナイフで傷つけてしまった衣良は、教授を殺したと思い込んで家を飛び出し、峠の家に逃げ込む。いつか峠をも殺してしまうのではないかと怯える衣良に対して峠は、そんなときは飛び起きてミルクをわかしてあげると答えた上、衣良への愛を告げる。ふたりはふたたび一緒に暮らし始めるのだった。

## 登場人物
三浦 衣良（みうら いら）
主人公。エキセントリックな言動で周囲からは変人扱いされている。しばしば人喰い鬼の悪夢を見る。しゃべりながら食事をすると、胃に空気が送り込まれて腹が膨張して苦しいため、物を口に入れている時は話をしない。作者大島弓子自身もそうであるらしい。
三浦 沙良（みうら さら）
衣良の姉。登場する場面は少ないが、彼女が母に当てた手紙で物語が終わる。
御茶屋 さえ子（おちゃや さえこ）
衣良の幼馴染み。高校のサッカー部のマネージャー。衣良との再会を心から喜んでいた。奥上に片思いをしている。
御茶屋 峠（おちゃや とうげ）
さえ子の兄。X大学の２年で、高校のサッカー部のコーチ。長髪。プレイボーイでガールフレンドが何人もいるが、広く浅くつきあっている。相手への配慮を忘れない性格でもある。意に沿わぬ衣良との偽装結婚をするが、徐々に彼女のことを真剣に愛するようになる。
奥上 大地（おうかみ だいち）
サッカー部員で男色家。さえ子の提案で、衣良を欺くべく、峠と秘密の恋愛関係にあるという芝居に参加するが、実は峠に片思いしている。そのことを交際相手の新潟教授に見破られ、ひどい責めを受ける。
三々波 三郎（さざなみ さぶろう）
柔道部部長で、峠の友人。奥上同様、衣良をだますための芝居に協力する。
新潟 健一（にいがた けんいち）
X大学の教授。奥上の交際相手でサディスティックな性格。峠と奥上が衣良を欺くために芝居をしているのを誤解し、峠につらくあたるようになる。さらには峠にとって残酷な復讐をたくらむ。2年前に衣良のようなノイローゼ気味の哲学科の学生のカウンセリングをした経験がある。
新潟教授宅のヘルパー
教授の身の回りの世話をしている。
哲学科の３年生
自身の２年前の体験を踏まえて、さえ子にあるアドバイスをする。
三浦夫妻
沙良・衣良の両親。衣良の奇矯な言動を心配し、精神鑑定を頼もうとしていた。父親は画家で、娘の決心を理解しようとしていた。

## 沙良の夢
物語は衣良の姉、沙良が母に当てた手紙で終わるが、その中に不思議な夢のことが記されている。
「まだ生まれてもいない赤ちゃん」が男女どちらに生まれたほうが生きやすいかと尋ねるので、沙良が「どっちも同じように生きやすいということはない」と答えると、赤ちゃんは「おなかの中にいるだけでもこんなに孤独なのに生まれてからはどうなるんでしょう。生まれるのがこわい、これ以上ひとりぼっちはいやだ」という。沙良は「まあ、生まれてきてごらんなさい」「最高に素晴らしいことが待ってるから」と赤ちゃんを励ます。目を覚ました沙良は、自分が答えた「最高の素晴らしさ」とは何なのか考える。
この箇所の解釈がファンの間で長年の謎になっている。

## 補足
- 橋本治は著書『花咲く乙女たちのキンピラゴボウ』で本作を大きく取り上げ、大島弓子ファンの拡大に貢献している[4]。
- 本作の沙良・衣良姉妹の関係は、『草冠の姫』・『水枕羽枕』にも現れるテーマで、主人公はすべて生まれる前から用意された見本である「姉」にアイデンティティを支配されていると思い込んでおり、姉が全て正しい、姉は越えられない絶対的な存在であり、場合によっては、姉の影法師のように自己を否定する場合もあり、「憧れ」や「尊敬」とは異なった、「逆らってはいけない、そこに到達すべし」という「呪縛」のようなものがある[5]。
- 御茶屋峠の名前について、「眠けの峠にさしかかったのと、お茶を飲みたいなぁと思ったのが重なってつけた」と作者が言及している[6]。

## 単行本
- 『バナナブレッドのプディング』 集英社 （セブンティーンコミックス）全1巻（1978年7月10日刊）
- 『パスカルの群　大島弓子名作集PART2』（朝日ソノラマ）（1979年5月5日刊）
  - 収録作品『パスカルの群』・『ヒー･ヒズ･ヒム』・『10月はふたつある』・『夏のおわりのト短調』・『バナナブレッドのプディング』
- 『バナナブレッドのプディング』 小学館  （小学館文庫）全1巻（1980年12月20日刊）
- 『大島弓子選集第７巻　バナナブレッドのプディング』（朝日ソノラマ）（1986年2月28日刊）
  - 収録作品『いたい棘いたくない棘』・『夏のおわりのト短調』・『バナナブレッドのプディング』・『シンジラレネーション』・『ページワン』
- 『バナナブレッドのプディング』 白泉社  （白泉社文庫）（1995年9月19日刊）
  - 収録作品『バナナブレッドのプディング』・『ヒー・ヒズ・ヒム』・『草冠の姫』・『パスカルの群れ』